# Elliot Woolfolk Major
Elliot Woolfolk Major, född 20 oktober 1864 i Lincoln County, Missouri, död 9 juli 1949 i Eureka, Missouri, var en amerikansk demokratisk politiker. Han var Missouris guvernör 1913–1917.
Major studerade juridik och inledde 1885 sin karriär som advokat. Han var ledamot av Missouris senat 1897–1901. Som delstatens justitieminister (attorney general) tjänstgjorde han 1909–1913.
Major efterträdde 1913 Herbert S. Hadley som Missouris guvernör och efterträddes 1917 av Frederick D. Gardner. Den nuvarande delstatsflaggan ritad av Marie Watkins Oliver togs officiellt i bruk den 22 mars 1913 efter att guvernör Major hade godkänt den nya lagen om Missouris flagga (Oliver flag bill).
Major avled 1949 och gravsattes på City Cemetery i Bowling Green.